# De Soto (Wisconsin)
De Soto es una villa ubicada en el condado de Crawford en el estado estadounidense de Wisconsin. En el Censo de 2010 tenía una población de 287 habitantes y una densidad poblacional de 82,39 personas por km².

## Geografía
De Soto se encuentra ubicada en las coordenadas 43°25′57″N 91°12′2″O / 43.43250, -91.20056. Según la Oficina del Censo de los Estados Unidos, De Soto tiene una superficie total de 3.48 km², de la cual 3.25 km² corresponden a tierra firme y (6.77%) 0.24 km² es agua.

## Demografía
Según el censo de 2010, había 287 personas residiendo en De Soto. La densidad de población era de 82,39 hab./km². De los 287 habitantes, De Soto estaba compuesto por el 99.65% blancos, el 0% eran afroamericanos, el 0% eran amerindios, el 0% eran asiáticos, el 0% eran isleños del Pacífico, el 0% eran de otras razas y el 0.35% pertenecían a dos o más razas. Del total de la población el 0% eran hispanos o latinos de cualquier raza.